# Brunfelsia bonodora
Brunfelsia bonodora ist eine Art aus der Sektion Franciscea der Gattung Brunfelsia.

## Beschreibung

### Vegetative Merkmale
Brunfelsia bonodora ist ein 1 bis 2 Meter hoch werdender Strauch. Die Äste sind aufsteigend, abstehend, nicht belaubt und unbehaart. Die Borke ist dünn und hellbraun gefärbt. Die Zweige sind ebenfalls unbehaart oder können spärlich flaumig sein, sie sind gräulich braun gefärbt. Die Laubblätter stehen entlang der Zweige, ihre Blattspreite ist fest membranartig, 5 bis 14,5 Zentimeter lang und 2 bis 5 Zentimeter breit. Die Form ist eng elliptisch bis lanzettlich, nach vorn zugespitzt, an der Basis stumpf bis keilförmig. Beide Seiten sind meist unbehaart, gelegentlich kann auf der Unterseite entlang der Mittelrippe eine flaumartige Behaarung vorkommen. Die Oberseite ist glänzend dunkelgrün, die Unterseite ist blassgrün. Von der Mittelrippe gehen fünf bis acht Paar Seitenadern aus, die mehr oder weniger gebogen sind. Der Blattstiel ist 2 bis 6 Millimeter lang, schlank und unbehaart.

### Blütenstände und Blüten
Die Blütenstände bilden eine 3 bis 8 Millimeter lange Blütenstandsachse, stehen endständig, sind kompakt und unverzweigt. Sie bestehen aus drei bis 15 duftenden Blüten, die zunächst blau sind, aber später weiß verblassen. Selten sind die Blütenstände auf nur ein oder zwei Blüten reduziert. Die die Blüten begleitenden, nicht beständigen Tragblätter sind 2 bis 12 Millimeter lang, lanzettlich und unbehaart oder fein flaumig behaart.
Die Blütenstiele sind 6 bis 12 Millimeter lang, schlank und an der Spitze leicht verdickt. Die Kelchblätter sind zu einem 11 bis 14 Millimeter langen und 5 Millimeter durchmessenden, röhrig-glockenförmigen bis glockenförmigen Kelch verwachsen. Er ist unbehaart, fest membranartig und streifig geadert, selten ist er etwas aufgebläht. Die Kelchzähne sind 3 bis 4 Millimeter lang, dreieckig bis eiförmig, nach vorn spitz bis abgestumpft, selten spitz zulaufend. An der Frucht wird der Kelch bis zu 15 Millimeter lang und umhüllt die Frucht teilweise, er wird nahezu ledrig und unauffällig geadert. Die Kronröhre wird mit 17 bis 25 Millimetern etwa doppelt so lang wie der Kelch. Sie misst 2 Millimeter im Durchmesser und ist unbehaart oder spärlich drüsig behaart. Der Kronsaum misst 20 bis 30 Millimeter im Durchmesser, er steht gerade und abstehend. Die Kronlappen sind gerundet bis langgestreckt, an der Spitze etwas abgeschnitten oder gerundet, selten gebuchtet. Sie überlappen sich an den Seiten und sind an der Basis plötzlich verjüngt.
Die Staubblätter setzen in der oberen Hälfte der Kronröhre an. Die Staubfäden sind etwa 4 Millimeter lang und nahezu bandförmig. Die Staubbeutel sind 1,5 Millimeter lang und nierenförmig. Der Fruchtknoten ist 1,5 Millimeter lang und ist eiförmig-konisch. Er trägt einen schlanken Griffel, der so lang ist, dass die Narbe auf gleicher Höhe wie die Staubbeutel steht. Die Narbe ist 1 Millimeter lang, leicht zweigeteilt, der obere Teil ist dabei etwas größer.

### Früchte und Samen
Die Frucht ist eine 8 Millimeter lange und 6 bis 8 Millimeter durchmessende Kapsel. Sie ist eiförmig-kreiselförmig, nach vorn spitz zulaufend, glatt und besitzt ein dünnes Perikarp. Sie trocknet krustenartig und springt kaum auf. Sie enthält in etwa fünf Samen.

## Vorkommen und Standorte
Die Art kommt vor allem im brasilianischen Bundesstaat Rio de Janeiro, aber auch im Bundesstaat São Paulo vor. Sie wächst ausschließlich in küstennahen, bergigen Regenwäldern in Höhenlagen bis zu 700 Metern.

## Botanische Geschichte
Die Art wurde 1829 von José Mariano da Conceição Vellozo in seinem Werk „Florae Fluminensis“ unter dem Namen Besleria bonodora erstbeschrieben. Die Beschreibung Vellozos ist nur sehr knapp, wird jedoch von einer skizzenhaften Illustration ergänzt. Da keinerlei Herbarbelege Vellozos bekannt sind, gilt diese Illustration als Lektotypus der Art. 1846 wird die Art von George Bentham als den Brunfelsia zugehörig betrachtet, aber fälschlicherweise als Synonym zu Brunfelsia latifolia gezählt. James Francis Macbride geht 1930 zunächst davon aus, dass der Name Vellozos unberechtigterweise von Bentham als ungültig angesehen wurde, und errichtete Brunfelsia bonodora als gültigen Namen für eine Art im Umfang nach Benthams Verständnis. In der „Flora of Peru“, erschienen 1962, führt er Brunfelsia bonodora immer noch als offiziellen Namen für Brunfelsia latifolia, erwähnt jedoch, dass einige Sammlungen, die der Art zugeordnet wurden, wahrscheinlich eine neue Art darstellen. Diese Aufteilung nimmt später Timothy Plowman in „A Revision of the South American Species of Brunfelsia (Solanaceae)“ vor. Als Brunfelsia latifolia wird von ihm eine Art beschrieben, die vor allem in sandigen Restingas um die Stadt Rio de Janeiro vorkommt. Der Name Brunfelsia bonodora wird von Plowman, in Übereinstimmung mit der Beschreibung und Zeichnung Vellozos, für Sammlungen, die vor allem von Bergen im Bundesstaat Rio de Janeiro gesammelt wurden, verwendet.

## Nachweise

### Hauptquellen
- Timothy C. Plowman (Autor), Sandra Knapp, J. R. Press (Hrsg.): A Revision of the South American Species of Brunfelsia (Solanaceae). Field Museum of Natural History, Chicago August 1998, ISBN 978-9998104693. (Fieldiana Botany, New Series, Nr. 39).